# Morderca kobiet
Morderca kobiet (tytuł oryg. Der Frauenmörder) – powieść kryminalna austriackiego pisarza Hugona Bettauera napisana w 1922 roku.
Jest jedną z kilku powieści kryminalnych napisanych przez autora w latach dwudziestych XX wieku, które cieszyły się ogromnym zainteresowaniem czytelników. Była wielokrotnie wznawiana w 1995, 2008, 2011 oraz 2012.
Została dotychczas dwukrotnie wydana w języku polskim. Po raz pierwszy ukazała się pod tytułem Uwodziciel kobiet: romans nakładem wydawnictwa Beletrystyka (Kraków, Warszawa, 1930) w tłumaczeniu anonimowego autora. Drugie wydanie pochodzi z 2017 roku i nosi tytuł Morderca kobiet (ISBN 978-83-8104-978-8). Ukazało się w formie self-publishingu w Ridero IT Solution. Przekładu dokonał Tomasz Janke.

## Opis fabuły
Akcja powieści dzieje się w Berlinie w latach dwudziestych XX wieku. Do miejscowej komendy policji w krótkim czasie wpływają zgłoszenia o zaginięciu młodych, niezamężnych kobiet. Śledztwo w tej sprawie zostaje przydzielone komisarzowi śledczemu, który dokonuje wielu nieoczekiwanych odkryć. Finał powieści rozgrywa się na sali sądowej. Powieść Bettauera, inspirowana była autentycznymi wydarzeniami z początku XX wieku – zamordowaniem w Paryżu dziesięciu kobiet przez Henri Désiré Landru, zwanego później „Sinobrodym”. Głównymi elementami powieści są: śledztwo prowadzone przez komisarza śledczego oraz historia nieszczęśliwej miłości. Oprócz wątku kryminalnego autor przedstawia w tle realia społeczne i obyczajowe panujące w Niemczech po I wojnie światowej.